# Polyorchis penicillatus
Polyorchis penicillatus is een hydroïdpoliep uit de familie Polyorchidae. De poliep komt uit het geslacht Polyorchis. Polyorchis penicillatus werd in 1829 voor het eerst wetenschappelijk beschreven door Eschscholtz. 